# Jade North
Jade Bronson North (ur. 7 stycznia 1982 w Taree, Nowa Południowa Walia) – australijski piłkarz występujący na pozycji obrońcy.

## Kariera klubowa
North jako junior grał w zespołach QAS oraz AIS. W 1998 roku trafił do Brisbane Strikers z National Soccer League. Spędził tam 3 lata. W 2001 roku odszedł do National Soccer League, Sydney Olympic. Pierwszy ligowy mecz zaliczył tam 6 października 2001 roku przeciwko Sydney United (1:0). W 2002 roku zdobył z zespołem mistrzostwo National Soccer League, a rok później wywalczył z nim wicemistrzostwo tych rozgrywek. W 2003 roku przeszedł do Perth Glory, gdzie występował przez rok.
Latem 2005 roku North podpisał kontrakt z zespołem Newcastle Jets z nowo powstałej A-League. W tych rozgrywkach zadebiutował 26 sierpnia 2005 roku w przegranym 0:1 pojedynku z Adelaide United. 14 października 2006 roku w wygranym 3:0 spotkaniu z New Zealand Knights strzelił pierwszą bramkę w A-League. W 2008 roku zdobył z klubem mistrzostwo A-League.
W 2009 roku North odszedł do południowokoreańskiego Incheon United. W 2010 roku przeniósł się do norweskiego Tromsø. W Tippeligaen zadebiutował 14 marca 2010 roku w wygranym 2:0 meczu z Hønefoss BK. W Tromsø spędził pół roku. Latem tego samego roku wrócił do A-League, gdzie został graczem nowozelandzkiej ekipy Wellington Phoenix. Jej barwy reprezentował do roku 2011.
Następnie występował w japońskich drużynach F.C. Tokyo oraz Consadole Sapporo, a także w australijskim Brisbane Roar.

## Kariera reprezentacyjna
North jest byłym reprezentantem Australii U-17, U-20 oraz U-23. W seniorskiej kadrze Australii zadebiutował 6 lipca 2002 roku w wygranym 2:0 meczu Pucharu Narodów Oceanii z Vanuatu. Na tamtym turnieju wystąpił także w pojedynkach z Nową Kaledonią (11:0), Tahiti (1:1, 2:1 po dogrywce) i Nową Zelandią (0:1). Tamten turniej Australia zakończyła na 2. miejscu.
North był uczestnikiem Letnich Igrzysk Olimpijskich 2004 oraz Letnich Igrzysk Olimpijskich 2008. Został powołany do kadry na Puchar Azji 2011.